# シャモサウルス
シャモサウルス（Shamosaurus　"砂漠のトカゲ"の意味）はモンゴル、Höövörの白亜紀前期（アプチアンからアルビアン）の地層から発見された基盤的なアンキロサウルス科の曲竜類の絶滅属である。完全な頭骨と顎からなるホロタイプ標本PIN N 3779/2と部分的な骨格と装甲からなるパラタイプ標本により知られている。これらの化石はフフテクスカヤ層で収集された。1983年にTumanova によりタイプ種Shamosaurus scutatusとして命名、記載された。属名は中国語（元々は日本語でも）「砂漠」を意味する沙漠（拼音shā mò ）と古代ギリシャ語で「トカゲ」を意味するσαυροσ、"sauros"に由来し、ゴビ砂漠にちなんでいる。種小名はラテン語で「盾で武装した」という意味である。

## シャモサウルスとゴビサウルス
シャモサウルスは同じゴビ砂漠の曲竜類であるゴビサウルスと頭部に以下のように多くの類似性を持つ:鱗状骨が丸い、眼窩窓と外鼻孔が大きな楕円形、吻部が狭く背側（上方から見た）輪郭が三角形、方頬骨に隆起がある、後頭骨傍に尾外側（外方向へ斜め後）に向いた突起がある。しかし二つのタクサは識別可能で、上顎骨の歯列の長さ、ゴビサウルスでは基翼状骨と翼状骨が癒合していない、ゴビサウルスでは前上顎骨突起の上に細長い鋤骨が存在する、ゴビサウルスにはなくシャモサウルス存のみに在する頭部の造形がある、などの違いがある。

## 参照
1. ↑  Vickaryous, Maryanska, and Weishampel 2004. Chapter Seventeen: Ankylosauria. in The Dinosauria (2nd edition), Weishampel, D. B., Dodson, P., and Osmólska, H., editors. University of California Press.
2. ↑  Matthew K. Vickaryous, Anthony P. Russell, Philip J. Currie, and Xi-Jin Zhao. 2001. A new ankylosaurid (Dinosauria: Ankylosauria) from the Lower Cretaceous of China, with comments on ankylosaurian relationships. Canadian Journal of Earth Sciences/Rev. can. sci. Terre 38(12):1767-1780.